# Mark Bunn
Mark Bunn (Southgate, 1984. november 16. –) profi angol labdarúgó, aki jelenleg az angol bajnokságban szereplő Norwich City kapusa.

## Pályafutása

### Northampton Town
Bunn 1998-ban, a Tottenham Hotspur ifiakadémiáján kezdett futballozni, majd 2000-ben a Northampton Townhoz került. 2004-ben kapott profi szerződést. 2005 augusztusában, egy Queens Park Rangers ellen 3-0-ra megnyert Ligakupa-meccsen debütált az első csapatban. A bajnokságban egy évvel később, a Nottingham Forest ellen játszhatott először. Jó teljesítményével kiszorította a csapatból az addigi első számú kapust, Lee Harpert.
A 2006/07-es szezon végén őt választották a Northampton legjobbjának. 2007 nyarán a Nottingham Forest és a Derby County is szerette volna leigazolni, de egy évig még a Northamptonnál maradt. Minden sorozatot egybevéve több mint 100 mérkőzésen védte a csapat kapuját.

### Blackburn Rovers
2008. augusztus 29-én a Blackburn Rovers bejelentette, hogy közel állnak Bunn megszerzéséhez, és az átigazolás már csak az orvosi vizsgálatok eredményeitől függ. A transzfer két nappal később ment végbe. Egy Blyth Spartans elleni FA Kupa-mérkőzésen debütált a kék-fehéreknél.
2009. február 16-án kölcsönvette a Leicester City, hogy vele pótolják sérült kapusukat, David Martint. Már másnap pályára lépett egy Hartlepool United elleni meccsen. Február 21-én, a Bristol Rovers ellen kivédett egy büntetőt, ezzel 1-0-s sikerhez segítve csapatát. Március 2-án visszahívta a Rovers, mivel Paul Robinson egy Hull City elleni mérkőzésen megsérült. Hiába tért vissza, egy meccsen sem kapott lehetőséget a szezon hátralévő részében.
2009 augusztusában Bunnt egy hónapra kölcsönvette a Sheffield United. A Middlesbrough elleni szezonnyitón lépett pályára először a piros-fehéreknél. Nem kapott gólt, a mérkőzés végeredménye 0-0 lett.

## Külső hivatkozások
- Mark Bunn pályafutásának statisztikái a Soccerbase oldalon (angolul)

- Mark Bunn adatlapja a Blackburn Rovers honlapján
- Mark Bunn adatlapja a Sheffield United honlapján

## Fordítás
- Ez a szócikk részben vagy egészben  a   Mark Bunn (footballer) című angol Wikipédia-szócikk fordításán alapul.  Az eredeti cikk szerkesztőit annak laptörténete sorolja fel. Ez a jelzés csupán a megfogalmazás eredetét és a szerzői jogokat jelzi, nem szolgál a cikkben szereplő információk forrásmegjelöléseként.